# Glypta extincta
Glypta extincta là một loài tò vò trong họ Ichneumonidae.